# زاوییدو
زاوییدو (به لاتین: Zawidów) یک منطقهٔ مسکونی در لهستان است که در شهرستان زگوژلتس واقع شده‌است. زاوییدو ۶٫۰۷ کیلومتر مربع مساحت و ۴٬۲۳۲ نفر جمعیت دارد و ۲۴۵ متر بالاتر از سطح دریا واقع شده‌است.